# Safety Not Guaranteed
Pour plus de détails, voir Fiche technique et Distribution.
Safety Not Guaranteed (en français « Sécurité non garantie ») est un film américain réalisé par Colin Trevorrow en 2012.
Il a été présenté au Festival de Sundance 2012, où il a remporté le Waldo Salt Award du meilleur scénario américain.

## Synopsis
Un journaliste et deux stagiaires travaillant pour un magazine souhaitent interviewer un homme ayant passé une annonce dans le but de trouver un compagnon pour effectuer un voyage dans le temps.

## Fiche technique
- Titre original : Safety Not Guaranteed
- Réalisation : Colin Trevorrow
- Scenario : Derek Connolly
- Distribution : Mondial : Big Beach Films, Duplass Brothers Productions
- Pays :  États-Unis
- Format : Couleur - Format 35 mm
- Genre : Comédie dramatique et comédie romantique
- Dates de sortie :
  - États-Unis : 8 juin 2012
  - France : 3 décembre 2013 directement à la télévision sur OCS City en version originale sous-titré[1]

## Distribution
- Aubrey Plaza : Darius Britt
- Jake Johnson : Jeff Schwensen
- Mary Lynn Rajskub : Bridget Bay
- Kristen Bell (VF : Laura Préjean) : Belinda St. Sing
- Jeff Garlin : M. Britt
- Mark Duplass : Kenneth Calloway
- Karan Soni  : Arnau
- William Hall Jr. : Shannon
- Jenica Bergere : Liz
- Basil Harris : le manager de restaurant
- Peter Jacobs : le shérif député
- Tony Doupe : Smith
- Xola Malik : Jones
- Grace Arends : Darcy

## Récompenses
- Festival de Sundance 2012 : Waldo Salt Award du meilleur scénariste américain
- 2012 : St. Louis Film Critics Association Awards : Meilleur film artistique/créatif
- 2012 : Phoenix Film Critics Society Awards : Meilleur film passé inaperçu
- 2012 : Indiana Film Journalists Association Awards : Meilleur film et meilleur scénario original
- 2013 : Independent Spirit Awards : Meilleur premier scénario